# Гобельсбург (замок)
Гобельсбург — замок в Австрии и старинная австрийская винодельня, выпускающая вино под маркой Schloss Gobelsburg. Замок расположен в винодельческом регионе Кампталь в Нижней Австрии, к северо-западу от Вены. Поблизости с замком Гобельсбург находится крупное Цветльское аббатство католического монашеского ордена цистерцианцев, с которым тесно связана история виноделия в регионе.

## Замок
Замок Гобельсбург впервые упоминается в 1178 году. Сегодняшнее здание замка представляет собой изначально ренессансную постройку, перестроенную в 18 веке.

## Винодельня
Винодельня Schloss Gobelsburg с 1740 года находится во владении Цветльского аббатства. С 1958 года аббат отец Бертран Бауманн возглавил винодельню и сделал её название известным брендом.
Виноградники занимают 60 гектаров (по состоянию на 2016 год), которые засажены на 80 % белыми и на 20 % красными сортами винограда. Самые известные местные рислинги происходят из местностей Хайлигенштайн и Гайсберг.